# أحمد خلف (روائي)
أحمد خلف (من مواليد ناحية الشنافية، قضاء الشامية بجنوب العراق في 1943 - 6 يناير 2025) هو قاص وروائي عراقي. ينتمي الكاتب أحمد خلف إلى الجيل القصصي الستيني الذي بالتفرد الريادي والتأثر بما بعد الحداثة، وتعد قصة «وثيقة الصمت» أول قصة نشرت له في ملحق الجمهورية، عام 1966.

## مسيرته والنقد
تعرف على الشاعر مظفر النواب في عام 1961، وهو الذي وجهه نحو الكتابة والأدب، وتحدث خلف في إحدى الملتقيات عن ذلك قائلا: «في مرحلة الدراسة المتوسطة كان أستاذ اللغة العربية حينها الشاعر مظفر النواب وفي أحد الأيام طلب منا أن نكتب موضوعاً إنشائياً، وبعد الكتابة وتسليمه الأوراق قام بعزل ورقتي ثم سأل من هو أحمد خلف فقلت له أنا، فسألني هل قتراً كتباً فأجبته بالنفي، فسألني هل في عائلتك كاتباً أو شاعراً فقلت لا فاستغرب وأهداني روايتان وطلب مني  قراءتهما، وفعلا قرأت الروايتين وأعدتهما له في اليوم التالي استغرب فطلب مني أن أحكي له أحداث الروايتين فسردت له كل تفاصيلهما، فقال لي استمر في القراءة وسيكون لك شأن الأدب، ومن يومها وأنا أعيش الأدب بكل تفاصيله قراءة وكتابة».
عمل خلف في مجلة الأقلام عام 1985، وأصبح محررا ثقافياً بدرجة سكرتير تحرير. في عام 2010 أنيطت به رئاسة تحرير مجلة الأديب العراقي الناطقة باسم الاتحاد العام للأدباء والكتاب في العراق. وانتخب رئيساً لنادي القصة في الاتحاد العام للأدباء والكتاب، وفي العام نفسه عقد ملتقى القصة القصيرة في العراق برئاسته. حضر خلف وساهم في ملتقى القاهرة الخامس للإبداع الروائي العربي 2010. تقاعد أحمد خلف سنة 2006، وتفرغ للكتابة.
نشر قصته القصيرة «خوذة لرجل نصف ميت» سنة 1969، والتي وصفت بـ «نبوءة بولادة كاتب قصصي من طراز خاص على المستوى العربي» وأشاد بها الكتّاب أمثال محمد دكروب وسامي خشبة وحسين مروة وغسان كنفاني.
أصدر خلف مجموعته القصصية الأولى «شوارع مهجورة» عام 1974، وتلتها عدة مجموعات قصصية مثل «منزل العرائس» عام 1987 ورواية «الخراب الجميل» عام 1981 ورواية «القادم البعيد» عام 1986، وأصدر كتابًا بعنوان «دراسات في القصة». صدر له بعد ذلك مجموعة قصص بعنوان «الحد الفاصل» ومجموعة قصصية أخرى بعنوان «صراخ في علبة» عام 1990، ثم المجموعة القصصية «خريف البلدة» عام 1995، ثم نشر رواية موت الأب عام 2000 والتي قضى خمس سنوات في كتابتها، ورواية حامل الهوى «ثم مجموعة» مطر في آخر الليل، ثم رواية «محنة فينوس».
صدر له في 2020 عن دار النخبة ببيروت المجموعة القصصية «نزهة في شوارع مهجورة»، وهي أول إصدار ضمن إعادة نشر مجموعة الأعمال الكاملة للكاتب. كما صدرت عن دار النخبة في نفس العام رواية «البهلوان» ضمن مشروع إعادة نشر الأعمال الكاملة، وتسلط الرواية الضوء على الفساد المالي والإداري «وكل ما أساء للعراق عبر سبعة عشر عامًا»، وتتضمن الرواية شخصيات قاسية وغير متزنة في علاقاتها لاعتمادها على الكذب والزيف. كما صدر في 2021 عن دار النخبة للنشر، كتاب «تحولات أنكيدو» ضمن مشروع الأعمال الكاملة لأحمد خلف.

## آراؤه
يرى أحمد خلف (في حوار له سنة 2018) أن الأدب العراقي لم يعد يعاني من حظر تجاه التعامل مع التابوهات، ويرى أن القصاصين والروائيين العراقيين «يتبارون في الإطاحة بالطبيعة الثيوقراطية المتخلفة للنظام الحالي ويطرحون عبر قصصهم ورواياتهم صورا شتى من امتزاج الجنس بالسياسة ونقد رجال الدين (وليس الدين كمجموعة شرائع وأسس وقوانين)». ويعتقد خلف أن الأدب العراقي لا يشذ عن بقية الآداب والفنون في بلدان العالم الثالث ويقسمه إلى نوعين وهما «أدب رسمي ممتثل لأطروحات السلطة السياسية ويروج لها لأفكارها الرجعية التي تتسم غالبا بتكميم الأفواه، ونوع آخر يقف في الجانب المضاد من نهج السلطة مهما كانت مراميها ونوع نهجها السياسي إلا أن هذا النمط الابداعي يرفض تلك السلطة وحكمها على اعتبار أن الأدب لا يمكنه العيش إلا في مناخ الحرية والانفتاح والمواجهة لكل أمراض السياسة وكل أصناف وذرائع تدخل رجل الدين في مفاصل الدولة. [...] إن المطالبة بالحرية هي علامة بارزة من علامات الأدب الإبداعي العراقي». بينما انتقد خلف «استسهال» البعض موضوع كتابة الرواية واعتبر أن ذلك يمثل خطرًا على الرواية العراقية.
في 2019، قال خلف أن أمورًا كثيرة قد غيرّت العراق والعراقيين، وأرجع ذلك إلى الاحتلال «وما حمله من خراب وفوضى جعل من أبسط الأمور على العراقيين الهجرة إلى الخارج، حتى بات من لا يستطيع الهجرة يدفع الثمن من حياته التي ستصبح على حافة الموت أو النسيان» على حد تعبيره.

## مؤلفاته
1. الخراب الجميل: رواية، دار الرشيد، بغداد 1981.
2. صراخ في علبة: رواية و7 قصص قصيرة، دائرة الشؤون الثقافية العامة، بغداد، 1991.
3. خريف البلدة، دائرة الشؤون الثقافية العامة، بغداد، 1995.
4. القادم البعيد، دائرة الشؤون الثقافية العامة، بغداد، 1988.
5. الحد الفاصل: مجموعة قصص، دائرة الشؤون الثقافية العامة، بغداد، 1986.
6. منزل العرائس: قصص قصيرة، وزارة الثقافة والفنون، بغداد، 1978.
7. في ظلال المشكينو: قصص، أزمنة للنشر والتوزيع، عمان، الأردن، 1997.
8. اقتفاء الأثر، 2003.
9. نزهة في شوارع مهجورة: قصص قصيرة، 1974.
10. مطر في آخر الليل: قصص، اتحاد الكتاب العرب، دمشق، 2002.
11. الذئاب على الأبواب، النخبة للطباعة والنشر والتوزيع، القاهرة، 2018.
12. حامل الهوى، دار المدى للثقافة والنشر، 2005.
13. تيمور الحزين: قصص، دائرة الشئون الثقافية العامة، بغداد، 2000.
14. عن الأولين والآخرين، 2011 - 2013: رواية، الهيئة المصرية العامة للكتاب، 2018.
15. حوارات مع طارق البشري: سيرة معرفية بين الذات والأمة، مركز الحضارة للدراسات والبحوث، القاهرة، 2020.
16. عصا الجنون: قصص، دار ميزوبوتاميا للطباعة والنشر والتوزيع، بغداد، 2015.
17. الحلم العظيم، المدى، 2009.
18. الرواق الطويل في السيرة الثقافية، دار المدى للثقافة والنشر، 2012.
19. بوابة بغداد: رواية، دار الشؤون الثقافية العامة، بغداد، 2001.
20. تسارع الخطى: رواية، المدى للإعلام والثقافة والفنون، 2014.
21. محنة فينوس: رواية، دار الينابيع، 2010.
22. النبي صلى الله عليه وسلم، دار بدر، 2018.
23. دراسات في القصة القصيرة والرواية: 1985-1980، دار الشؤون الثقافية العامة، 1986.
24. موت الأب، دار النخبة، بيروت، 2020.
25. نحو نار أفضل : رواية، دار ميريت، القاهرة، 2015.

## تدريس مؤلفاته
أصدرت كلية اليرموك الجامعة قرارًا بتدريس كتابه «تيمور الحزين» في صفوفها كنموذج في القصة القصيرة سنة 2002 «أعترافاً من الكلية بأهمية أدب هذا الكاتب وإخلاصه وتألقه في مسيرة الأدب العراقي الحديث».

## وصلات خارجية
- مقالات وحوارات لأحمد خلف في «الناقد العراقي»